# Dolík
Dolík (německy Dolik) je základní sídelní jednotka, součást města Golčův Jeníkov v okrese Havlíčkův Brod v kraji Vysočina. Nachází se v katastrálním území Kobylí Hlava, těsně u hranice mezi krajem Vysočina a Středočeským krajem, asi 4 km jihozápadně od Golčova Jeníkova a asi 28 km severovýchodně od centra Havlíčkova Brodu.
V Dolíku je registrováno 18 čísel popisných. Protéká tudy potok Brslenka, levostranný přítok řeky Doubravy, do kterého se zde vlévají dva bezejmenné potoky. Nachází se zde kříž a zvonička.